# Łysa Góra (województwo śląskie)
Łysa Góra – kolonia w Polsce położona w województwie śląskim, w powiecie częstochowskim, w gminie Kłomnice.